# Seyssins
Seyssins és un municipi francès situat al departament de la Isèra i a la regió d'Alvèrnia-Roine-Alps. L'any 2007 tenia 6.908 habitants.

## Demografia

### Població
El 2007 la població de fet de Seyssins era de 6.908 persones. Hi havia 2.644 famílies de les quals 551 eren unipersonals (231 homes vivint sols i 320 dones vivint soles), 966 parelles sense fills, 932 parelles amb fills i 195 famílies monoparentals amb fills.
La població ha evolucionat segons el següent gràfic:
Habitants censats

### Habitatges
El 2007 hi havia 2.802 habitatges, 2.694 eren l'habitatge principal de la família, 25 eren segones residències i 83 estaven desocupats. 1.489 eren cases i 1.303 eren apartaments. Dels 2.694 habitatges principals, 2.149 estaven ocupats pels seus propietaris, 485 estaven llogats i ocupats pels llogaters i 59 estaven cedits a títol gratuït; 67 tenien una cambra, 113 en tenien dues, 339 en tenien tres, 818 en tenien quatre i 1.357 en tenien cinc o més. 2.236 habitatges disposaven pel capbaix d'una plaça de pàrquing. A 1.055 habitatges hi havia un automòbil i a 1.459 n'hi havia dos o més.

### Piràmide de població
La piràmide de població per edats i sexe el 2009 era:
| Homes | Edats   | Dones |
| ----- | ------- | ----- |
| 0     | 95 o +  | 0     |
| 0     | 90 a 94 | 16    |
| 16    | 85 a 89 | 24    |
| 24    | 80 a 84 | 20    |
| 40    | 75 a 79 | 88    |
| 104   | 70 a 74 | 148   |
| 120   | 65 a 69 | 120   |
| 220   | 60 a 64 | 168   |
| 208   | 55 a 59 | 240   |
| 368   | 50 a 54 | 412   |
| 304   | 45 a 49 | 324   |
| 280   | 40 a 44 | 268   |
| 200   | 35 a 39 | 240   |
| 188   | 30 a 34 | 168   |
| 196   | 25 a 29 | 184   |
| 232   | 20 a 24 | 224   |
| 304   | 15 a 19 | 288   |
| 244   | 10 a 14 | 220   |
| 200   | 5 a 9   | 164   |
| 140   | 0 a 4   | 152   |

## Economia
El 2007 la població en edat de treballar era de 4.714 persones, 3.308 eren actives i 1.406 eren inactives. De les 3.308 persones actives 3.092 estaven ocupades (1.585 homes i 1.507 dones) i 216 estaven aturades (115 homes i 101 dones). De les 1.406 persones inactives 500 estaven jubilades, 554 estaven estudiant i 352 estaven classificades com a «altres inactius».

### Ingressos
El 2009 a Seyssins hi havia 2.715 unitats fiscals que integraven 7.014 persones, la mediana anual d'ingressos fiscals per persona era de 24.412 €.

### Activitats econòmiques
Dels 431 establiments que hi havia el 2007, 4 eren d'empreses alimentàries, 6 d'empreses de fabricació de material elèctric, 25 d'empreses de fabricació d'altres productes industrials, 49 d'empreses de construcció, 92 d'empreses de comerç i reparació d'automòbils, 12 d'empreses de transport, 18 d'empreses d'hostatgeria i restauració, 18 d'empreses d'informació i comunicació, 29 d'empreses financeres, 24 d'empreses immobiliàries, 82 d'empreses de serveis, 43 d'entitats de l'administració pública i 29 d'empreses classificades com a «altres activitats de serveis».
Dels 94 establiments de servei als particulars que hi havia el 2009, 1 era una oficina de correu, 3 oficines bancàries, 13 tallers de reparació d'automòbils i de material agrícola, 2 tallers d'inspecció tècnica de vehicles, 4 paletes, 7 guixaires pintors, 5 fusteries, 8 lampisteries, 12 electricistes, 5 empreses de construcció, 8 perruqueries, 3 veterinaris, 12 restaurants, 8 agències immobiliàries, 1 tintoreria i 2 salons de bellesa.
Dels 19 establiments comercials que hi havia el 2009, 1 era un supermercat, 3 grans superfícies de material de bricolatge, 4 fleques, 2 carnisseries, 2 llibreries, 1 una botiga de roba, 1 una botiga d'equipament de la llar, 1 una botiga d'electrodomèstics, 2 botigues de material esportiu, 1 un drogueria i 1 una floristeria.

## Equipaments sanitaris i escolars
Els 3 equipaments sanitaris que hi havia el 2009 eren farmàcies.
El 2009 hi havia 4 escoles maternals i 3 escoles elementals. Seyssins disposava d'un col·legi d'educació secundària amb 479 alumnes.

## Poblacions més properes
El següent diagrama mostra les poblacions més properes.